# Pajusaari (ö i Birkaland, Övre Birkaland, lat 61,99, long 24,46)
Pajusaari är en ö i Finland. Den ligger i sjön Ruovesi och i kommunen Mänttä-Filpula i den ekonomiska regionen  Övre Birkalands ekonomiska region  och landskapet Birkaland, i den södra delen av landet, 200 km norr om huvudstaden Helsingfors. Öns area är 2,8 hektar och dess största längd är 210 meter i öst-västlig riktning.